# Liechtenstein i olympiska vinterspelen 2002
Liechtenstein deltog i olympiska vinterspelen 2002. Liechtensteins trupp bestod av sju idrottare varav sex var män och en var kvinna. Den äldsta idrottaren i Liechtensteins trupp var Achim Vogt (31 år, 77 dagar) och den yngsta var Michael Riegler (22 år, 215 dagar).

## Resultat

### Alpin skidåkning
- Störtlopp herrar
  - Jürgen Hasler - 26
  - Marco Büchel - 29
- Super-G herrar
  - Marco Büchel - 13
  - Jürgen Hasler - ?
  - Michael Riegler - ?
- Storslalom herrar
  - Marco Büchel - 17
  - Achim Vogt - 23
  - Markus Ganahl - 27
  - Michael Riegler - 35
- Slalom herrar
  - Markus Ganahl - ?
- Storslalom damer
  - Birgit Heeb-Batliner - ?

### Längdskidåkning
- Sprint herrar
  - Markus Hasler - 12
  - Stefan Kunz - 22
- 30 km herrar
  - Markus Hasler - 25
  - Stefan Kunz - 31
- 50 km herrar
  - Markus Hasler - 36
- 10+10 km herrar
  - Markus Hasler - 26
  - Stefan Kunz - 43